# 妃華ゆきの
妃華 ゆきの（ひめはな ゆきの、6月26日 - ）は、宝塚歌劇団雪組に所属する娘役。
兵庫県西宮市、雲雀丘学園高等学校出身。身長163cm。愛称は「みどり」、「ゆきの」。

## 来歴
2008年、宝塚音楽学校入学。
2010年、音楽学校卒業後、宝塚歌劇団に96期生として入団。入団時の成績は20番。月組公演「THE SCARLET PIMPERNEL」で初舞台。その後、雪組に配属。

## 主な舞台

### 初舞台
- 2010年4 - 5月、月組『THE SCARLET PIMPERNEL（スカーレット ピンパーネル）』（宝塚大劇場のみ）

### 雪組時代
- 2010年6 - 9月、『ロジェ』『ロック・オン!』
- 2011年1 - 3月、『ロミオとジュリエット』
- 2011年7月、『灼熱の彼方〜「オデュセウス編」と「コモドゥス編」〜』（バウホール） - アンヌ（子供時代）
- 2011年9 - 11月、『仮面の男』『ROYAL STRAIGHT FLUSH!!』
- 2011年12 - 2012年1月、『Samourai』（ドラマシティ・日本青年館） - シャルロット
- 2012年3 - 5月、『ドン・カルロス』 - 新人公演：クララ（本役：星乃あんり）『Shining Rhythm!』
- 2012年7 - 8月、『双曲線上のカルテ』（バウホール・日本青年館） - 天使
- 2012年10 - 12月、『JIN-仁-』 - 美里、新人公演：茜（本役：透水さらさ）『GOLD SPARK!-この一瞬を永遠に-』
- 2013年2月、『ブラック・ジャック』（ドラマシティ・日本青年館） - ピノコの影
- 2013年4 - 7月、『ベルサイユのばら-フェルゼン編-』 - 新人公演：小公女（本役：星乃あんり）
- 2013年8 - 9月、『春雷』（バウホール） - クララ
- 2013年11 - 2014年2月、『Shall we ダンス?』 - 新人公演：ダンサー『CONGRATULATIONS 宝塚!!』
- 2014年3 - 4月、『心中・恋の大和路』（ドラマシティ・日本青年館）
- 2014年6 - 8月、『一夢庵風流記 前田慶次』 - 新人公演：加奈（本役：大湖せしる）『My Dream TAKARAZUKA』
- 2014年10月、『伯爵令嬢』（日生劇場） - ベル
- 2015年1 - 3月、『ルパン三世 -王妃の首飾りを追え!-』 - 新人公演：峰不二子（本役：大湖せしる）『ファンシー・ガイ!』
- 2015年5月、『星影の人』 - 明里『ファンシー・ガイ!』（博多座）
- 2015年7 - 10月、『星逢一夜（ほしあいひとよ）』 - 嘉姫／代役：澪（本役：沙月愛奈）[注釈 1]、新人公演：湧（本役：透水さらさ）『La Esmeralda（ラ エスメラルダ）』
- 2015年11 - 12月、『哀しみのコルドバ』 - エルビラ／ラウラ『La Esmeralda（ラ エスメラルダ）』（全国ツアー）
- 2016年2 - 5月、『るろうに剣心』 - 新人公演：朱音太夫（本役：桃花ひな）
- 2016年6 - 7月、『ドン・ジュアン』（KAAT神奈川芸術劇場・ドラマシティ） - タマラ
- 2016年7月、『Bow Singing Workshop〜雪〜』（バウホール）
- 2016年10 - 12月、『私立探偵ケイレブ・ハント』 - 新人公演：ハリエット・マクレーン（本役：星乃あんり）『Greatest HITS!』
- 2017年2月、『星逢一夜（ほしあいひとよ）』 - 涼『Greatest HITS!』（中日劇場）
- 2017年4 - 7月、『幕末太陽傳（ばくまつたいようでん）』 - 女郎おさだ『Dramatic “S”!』
- 2017年8 - 9月、『琥珀色の雨にぬれて』 - ジュヌヴィエーヴ／プロローグの淑女『“D”ramatic S!』（全国ツアー）
- 2017年11 - 2018年2月、『ひかりふる路（みち）〜革命家、マクシミリアン・ロベスピエール〜』 - モニーク『SUPER VOYAGER!』
- 2018年3 - 4月、『誠の群像』 - お悠『SUPER VOYAGER!』（全国ツアー） 初エトワール
- 2018年6 - 9月、『凱旋門』 - イヴェット『Gato Bonito!!』
- 2018年11 - 2019年2月、『ファントム』 - フローラ
- 2019年3 - 4月、『PR×PRince』（バウホール） - パメラ
- 2019年5 - 9月、『壬生義士伝』 - 鍋島栄子『Music Revolution!』
- 2019年10月、『ハリウッド・ゴシップ』（KAAT神奈川芸術劇場・ドラマシティ） - 記者
- 2020年1 - 3月、『ONCE UPON A TIME IN AMERICA（ワンス アポン ア タイム イン アメリカ）』 - 代役：院長（本役：早花まこ）[注釈 2]
- 2020年9 - 10月、『NOW! ZOOM ME!!』
- 2021年1 - 4月、『fff-フォルティッシッシモ-』 - マリー＝アントワネット／ウィーン貴族『シルクロード〜盗賊と宝石〜』
- 2021年6月、『ヴェネチアの紋章』 - カッサンドラ『ル・ポァゾン 愛の媚薬-Again-』（全国ツアー）
- 2021年8 - 11月、『CITY HUNTER』 - サリナ『Fire Fever!』
- 2022年1月、『Sweet Little Rock 'n' Roll』（バウホール） - マーガレット
- 2022年3 - 6月、『夢介千両みやげ』 - 浜次『Sensational!』
- 2022年7 - 8月、『心中・恋の大和路』（ドラマシティ・日本青年館） - かもん太夫
- 2022年10 - 12月、『蒼穹の昴』 - 西太后付き女官
- 2023年2 - 3月、『海辺のストルーエンセ』（KAAT神奈川芸術劇場・ドラマシティ） - 女官アマリー・ソフィー・ホルスタイン伯爵夫人
- 2023年4 - 7月、『Lilac（ライラック）の夢路』 - 夢人『ジュエル・ド・パリ!!』
- 2023年8 - 9月、『愛するには短すぎる』 - ヴィクトリア・スノードン『ジュエル・ド・パリ!!』（全国ツアー）[注釈 3][3]
- 2023年12 - 2024年2月、『ボイルド・ドイル・オンザ・トイル・トレイル』 - メアリ・ドイル『FROZEN HOLIDAY（フローズン・ホリデイ）』
- 2024年4 - 5月、『39 Steps』（バウホール） - ダイナ
- 2024年7 - 10月、『ベルサイユのばら-フェルゼン編-』 - ノワイエ伯爵夫人
- 2024年12 - 2025年1月、『FORMOSA!!（フォルモサ）』（ドラマシティ・KAAT神奈川芸術劇場） - アン女王
- 2025年3 - 6月、『ROBIN THE HERO』 - エレノア（カスティーリャ王妃）『オーヴァチュア!』
- 2025年8 - 9月、『An American in Paris（パリのアメリカ人）』（御園座） - マイロ・ダヴェンポート
- 2025年11 - 2026年2月、『ボー・ブランメル〜美しすぎた男〜』『Prayer〜祈り〜』

## 出演イベント
- 2017年10月、第54回『宝塚舞踊会』[4]
- 2019年7月、『宝塚巴里祭2019』[5]
- 2023年10月、第56回『宝塚舞踊会』